# Bodil Begtrup
Bodil Gertrud Begtrup, född Andreasen 12 november 1903 i Nyborg, död 12 december 1987 i Köpenhamn, var en dansk kvinnopolitiskt aktivist, FN-delegat och ambassadör.

## Tidiga år
Bodil Andreasen växte upp i ett akademiskt hem där fadern, Christian Adolph Andreasen, var domare och modern, Carla Sigrid Locher, arbetade som lärarinna. För den unga Andreasens del valde hon att, som den enda flickan, att studera på den matematiska linjen på Ålborg katedralskole och tog därifrån sin studentexamen 1921. Hon valde sedan att studera vidare och började läsa konsthistoria vid Köpenhamns Universitet. Intresset för socialpolitik och folkrätt tog dock överhanden och hon började istället studera statsvetenskap. År 1926 blev hon representant för Studenternes Folkeforbunds Union i Genève och kom där att möta Henni Forchhammer, som var ordförande för Danske Kvinders Nationalråd (DKN). Vid sin hemkomst blev Andreasen sekreterare för Forchhammer och hade vid det laget fått ett intresse för kvinnosaksfrågor. Hon tog sin examen från universitetet 1929 och gifte sig med specialläkaren och änkemannen Erik Worm Begtrup, son till Holger Begtrup, och blev styvmoder till hans fyra barn. Hon kom att påverka dem och med tiden blev Birgit Begtrup kvinnopolitiskt aktiv och Lena Begtrup (gift Vedel-Petersen) ett betydande namn inom det socialpolitiska området. Tillsammans med Erik Begtrup fick Bodil Begtrup dottern Marianne (1931) som dog av ett medfött hjärtfel vid fem års ålder. Äktenskapet med Erik Begtrup upplöstes en kort tid innan dotterns död. Hon gifte om sig år 1948 med ambassadören Laurits Bolt-Jørgensen.
Bodil Begtrup avancerade uppåt inom DKN:s hierarki och år 1929 blev hon styrelsemedlem. Två år senare blev hon vice ordförande och under åren 1946–1949 var hon rådets ordförande. Hon engagerade sig för kvinnors och barns villkor och rättigheter. Detta engagemang ledde henne till den offentliga institutionen Mødrehjælpens Fællesråd, som hon blev medlem i år 1939. På grund av knappa ekonomiska medel och rådets stora beroende av privata bidrag bildades föreningen Vore Smaabørns Beklædning år 1940 med Begtrup som ordförande. Ett av finansieringsproblemen hos Mødrehjælpens Fællesråd låg just i att finna tillräckliga medel för att kunna skänka kläder till behövande barn. Med den nya föreningen och dess paroll; ”Inget barn må frysa i vinter”, samlades det in kläder som skänktes till barn och spädbarn. År 1935 var Begtrup en av medgrundarna till en underavdelning till DKN, Vore Børns Sundhed, som drev upplysningskampanjer inom området för barns hälsa och välmående. Denna verksamhet kom att lägga grunden till det hälsosköterskesystem, som bland annat arbetar inom rådgivning för småbarnsföräldrar och som finns i Danmark idag. Samma avdelning stödde även införandet av skolläkare och skolsköterskor. Begtrup arbetade i många för att en av Danmarks tre filmcensorer skulle vara en kvinna. Resultatet blev att hon själv blev utnämnd till filmcensor år 1939, som den första kvinnan i landet. För henne var filmens påverkan på barn en fråga som tog mycket av hennes tid i anspråk och år 1947 gav hon ut boken Børn og Film som tog upp just detta. Hon innehade detta förtroendeuppdrag fram till och med år 1948.
Begtrup var en förespråkare för att det byggdes fler kollektivhus. I ett inlägg i tidningen Boligen argumenterade hon för att de gemensamma faciliteterna skulle få en stor betydelse för kvinnornas vardag. Hon nämnde även att en särskild kollektiv husassistentsservice kunde hjälpa husmödrarna i deras bråda vardag.

## Arbetet i NF och FN
Vid andra världskrigets slut bildade de fyra kvinnoföreningarna DKN, Kvindeligt Arbejderforbund, Danske Kvinders Beredskab och Danske Kvinders Samfundstjeneste tillsammans den danska avdelningen av den internationella organisationen Rädda Barnen, vilket skedde på uppmaning av det danska Socialministeriets departementschef, Hans Henrik Koch. På den tiden sände Rädda Barnen förnödenheter till barn i hela Europa och Begtrup tog sig an uppgiften personligen, då hon bidrog till förnödenhetssändningarna till Ungern. Begtrup blev under samma period initiativtagare till upprättandet av Danske Husmødres Forbrugerråd, senare Forbrugerrådet, år 1947 och var dess ordförande under två år.
År 1938 tog Begtrup över Henni Forchhammers plats i den danska delegationen till Nationernas Förbund (NF), föregångaren till dagens Förenta Nationerna (FN). Denna post behöll hon fram till andra världskrigets utbrott. Efter kriget, år 1946, återvände hon som rådgivande medlem av den danska delegationen till det nybildade FN och dess generalförsamling. Hon representerade i sitt arbete kvinnorna fram till och med år 1952 och genom DKN arbetade hon för att de danska kvinnorna skulle hållas informerade om FN:s arbete. Samma år blev hon medlem av FN:s kvinnokommission, som var underordnad FN:s människorättskommission, och valdes till dess ordförande. Som sådan presenterade hon en rapport för både Människorättskommissionen och FN:s ekonomiska och sociala råd. Denna föreslog rättningslinjer för det praktiska genomförandet av kvinnors rättigheter, vilket med tiden ledde till att Sekretariatet för Kvinnors Rättigheter upprättades. Under år 1946 blev kvinnokommissionen uppgraderad till en självständig kommission, vilket till en del berodde på Begtrup och hennes genomslagskraft. Hon var också upphovskvinnan till den resolution som krävde att medlemsstaterna vidtog åtgärder för att säkra att kvinnor fick samma politiska rättigheter som män, vilken lades fram av den danska FN-delegationen och blev antagen. Hon försökte även att få en resolution antagen, som slog fast en stat inte kunde tas upp i FN om inte män och kvinnor hade samma politiska rättigheter, men den gick inte igenom.
Begtrup förblev kvinnokommissionens ordförande fram till och med år 1948. På hösten samma år hon blev vice ordförande för generalförsamlingens 3:e kommitté, vilken hade till uppgift att undersöka utkastet till det som kom att bli FN:s deklaration om de mänskliga rättigheterna. Hon arbetade bland annat för att man förde in artikeln om kvinnors lika rättigheter i deklarationen. I denna fråga var hon således mer progressiv än deklarationens upphovskvinna, Eleanor Roosevelt, som trodde att denna artikel skulle påverka kvinnorna negativt. Tillsammans med den sovjetiska delegationen var Begtrup en drivande kraft i att nästan alla deklarationens artiklar refererade till "alla" eller "var och en" som innehavarna av rättigheterna istället för att de endast skulle referera till män. Begtrups arbete med FN:s deklaration om de mänskliga rättigheterna gjorde att hon genom statsminister Knud Kristensen ordnade så att de grönländska kvinnorna fick rösträtt på lika fot med de grönländska männen år 1948. Tillsammans med ordföranden för Dansk Kvindesamfund, Ingrid Larsen, gjorde hon följande uppmaning, som bl.a. publicerades i Grønlandsposten år 1946:
"Danske Kvinders Nationalråd tillåter sig härvid i anledning av de förestående ändringarna i valreglerna till kommunalråd och landsråd på Grönland att vädja till Grönlandsutskottet att de grönländska kvinnorna blir jämställda med grönländska män med hänsyn till rösträtt och valbarhet. De grönländska kvinnornas oumbärliga insats i produktions- och kulturlivet är välkänt och motiverar fullständigt till att de får dessa rättigheter, samtidigt som vi må göra oss uppmärksamma på att om det grönländska rådet skall vara ett sant uttryck för befolkningen, bör dessa bestå av både kvinnor och män. Följaktligen vädjas det till utskottet att detta överallt där det påtänks förändringar i det grönländska samhället är uppmärksam på att giva kvinnorna de samma bildningsmässiga och ekonomiska möjligheter som männen har, och om nödvändigt konferera med grönländska kvinnor därom."

## Karriär som ambassadör
År 1949 blev Begtrup Danmarks första kvinnliga ambassadör när hon utnämndes till att inneha den befattningen på Island. Utnämningen av Begtrup var ovanlig, både på grund av hennes kön men också för att hon inte hade gjort karriär inom Utrikesministeriet, vilket var det vanligaste för att man skulle kunna bli ambassadör. Det var egentligen hennes man, Laurits Bolt-Jørgensen, som från början erbjöds posten. Han hade tidigare varit ambassadör i flera östeuropeiska länder, men eftersom han endast hade tre år kvar till sin pensionering då han fick förfrågan föreslog han att Begtrup kunde tilldelas uppdraget. Förhållandet mellan Danmark och Island var vid denna tidpunkt något känslig eftersom Island ensidigt hade förklarat sig självständigt från Danmark under Tysklands ockupation av den senare. Med sitt intresse för Island bidrog Begtrup till att stabilisera förhållandet mellan de två länderna och under hennes tid som ambassadör gjorde det danska kungaparet ett symboliskt besök på Island 1956, det första sedan landets självständighet. Till Island tog Begtrup med sig sitt engagemang inom kvinnopolitiken och hon bidrog till upprättandet av Den Danske Kvindeforening, som riktade sig till danska kvinnor som gift sig med isländska män. Hon engagerade sig även i återuppbyggningen av gården Skálholt, som var Islands första biskopssäte, och som lades ned av de danska myndigheterna år 1785. Begtrup återvände till Danmark 1956 och arbetade som kontorschef vid det danska Utrikesministeriet fram till och med år 1959, och under samma period var hon även Danmarks fasta representant i Europarådet i Strasbourg. Hon återupptog ambassadörsuppdraget 1959, först i Schweiz fram till och med år 1968, därefter i Portugal 1968–1973.
Begtrup tilldelades med åren flera utmärkelser. Hon blev bl.a. utsedd till hedersdoktor vid Smith College, Massachusetts, USA år 1949 och hon blev en av de första kvinnorna som blev utnämnd till riddare av Dannebrogsorden. År 1955 blev hon riddare av 1: graden. Bland hennes utländska ordnar hör den isländska falken. Som en symbol för att hon bidrog till återuppbyggnaden av Skálholt, ligger Begtrups kvarlevor begravna där. Efter sin internationella karriär skall hon ha skrivit att hon betraktade Island som sitt andra fädernesland och själv ha frågat sig om efter möjligheten om att få bli begraven där.
Begtrups liv och karriär skildras i självbiografin Kvinde i et verdenssamfund (1986).

## Övriga förtroendeposter
- Ordförande av Dansk Samråd for de Forenede Nationer (1956–?)
- Medlem av Föreningen Nordens råd (1956–?)